# Тауба
Тауба (توبة) — в ісламі — покаяння, молитва Аллаху про прощення гріхів. Покаяння, що здійснюється часто, після кожного гріха називається Тауба аль-істігфар. Покаяння від будь-якого гріха, що здійснюється одночасно з наміром більш не здійснювати його, називається Тауба ан-насух. Такого покаяння необхідно неухильно дотримуватися.